# Щукин, Яков Васильевич
Я́ков Васи́льевич Щу́кин (1859, Вяльково, Ярославская губерния — август 1926, Евпатория, Крымская АССР) — русский театральный предприниматель, меценат и антрепренёр. Создатель, а также директор московского театра и сада «Эрмитаж» в Каретном Ряду. Купец первой гильдии.

## Биография
Яков Васильевич Щукин родился недалеко от села Заозерье в д. Вяльково (ныне — в составе Ильинского сельского поселения Угличского района Ярославской области) в крестьянской семье.
В возрасте 14 лет отправился в Николо-Угрешский монастырь, где окончил Угрешское народное училище. В числе добровольцев был избран руководством Николо-Угрешского монастыря для обучения на фельдшерском отделении Московского Военного госпиталя. Успешно прошёл полный курс обучения в Ново-Екатерининской больнице по специальности военного фельдшера и окончил службу в звании старшего фельдшера по аптечной части.

Первая страница статьи о Я. В. Щукине в газете «Театральные известия» 1902 год

По окончании воинской службы занялся созданием летнего ресторана-буфета в саду «Эрмитаж» на Божедомке. Затем открыл буфет в театре Парадиз на Никитской. После успеха предприятий арендовал ресторан «Эльдорадо» в Петровском парке. В 1888 году Яков Щукин получил свидетельство купца второй гильдии.
В 1889 году организовал увеселительные мероприятия в Петровском парке в саду «Ренессанс», после чего решил создать собственный театр. Вскоре получил известность в Москве как театральный импресарио. В 1893 году открылтся «Театр Я. В. Щукина». Для этого Я. В. Щукин арендовал здание бывшего театра «Парадиз» и в качестве директора организовал гастроли зарубежных театральных исполнителей и актёров, а также знаменитых артистов Российской империи.
В 1894 году подписал договор на аренду с последующим выкупом земли у наследников В. П. Мошнина (а также здания, в котором располагался театр Мошнина) в Каретном ряду. Щукин начал и лично руководил масштабными работами по расчистке заброшенных территорий под летний сад. Верхний слой грунта на всей территории сада глубиной до одного метра был вывезен и заменён свежим чернозёмом. План летнего сада и проект летних павильонов Щукин заказал у архитектора А. У. Белевича. Для озеленения сада были высажены привезенные из окрестностей Москвы и специально отобранные лучшие деревья и кустарники. Официальное открытие летнего увеселительного сада состоялось в 1895 году. Первоначально сад носил название «Новый Эрмитаж».
Яков Васильевич исповедовал православную веру, посещал монастыри, и особенно часто Николо-Угрешский, делал крупные пожертвования. Каждое возведённое строение в его саду обязательно освящалось, перед началом театрального сезона на Пасху проводился молебен.
26 мая 1896 года Щукин организовал в саду «Эрмитаж» первый в Москве общедоступный показ синематографа братьев Люмьер.
Яков Васильевич сыграл большую роль в артистической карьере А. Д. Вяльцевой. Именно у Щукина, на сцене его московского театра «Эрмитаж», Анастасия Дмитриевна получила известность и проработала в его театральной труппе с 1897 года по 1909 год. Позже она ежегодно приезжала в «Эрмитаж» на гастроли, обязательно выступала в бенефисе директора театра Я. В. Щукина. Каждый приезд певицы в сад «Эрмитаж» непременно сопровождался особо торжественной и пышной церемонией с большим количеством живых цветов.
Я. В. Щукин — купец первой гильдии, согласно справочным книгам Московской купеческой управы за 1915—1916 гг. Владел особняком в Успенском переулке, дом № 5.
В 1917 году вместе с семьёй уехал в Крым, в Евпаторию, где, тяжело заболев, скончался в августе 1926 года.

## Семья
Супруга — Анна Григорьевна, уроженка села Заозерье, Угличского уезда.
Дети
- Василий Яковлевич Щукин — метеоролог, сотрудник Евпаторийской биоклиматической станции[10].
- Нина Яковлевна Черкес-Щукина — медицинский работник, супруга известного врача С. И. Черкеса, внесшего большой вклад в развитие Евпаторийского курорта.